# Kaartentafel
Een kaartentafel op een zeeschip, marineschip of een andere vaartuig, bestaat uit een normale houten tafelgrootte, waarop zeekaarten en meetinstrumenten liggen, zoals onder andere een meetpasser, sextant, meetlatten en potlood en gom om de afstand en de koers te meten, te berekenen en op te tekenen, die het schip moet afleggen of nog moet afleggen. Tijdens de nachtelijke wacht op de brug is het stuurhuis donker en enkel verlicht door de meetinstrumenten, kompas en een leeslamp boven de kaartentafel. Dit is bedoeld om een beter uitzicht naar buiten te hebben.
Deze kaartentafels staan achteraan, in het wielhuis of stuurhut, op de scheepsbrug of bij marineschepen, een dekverdieping lager dan de officierenbrug.
Op de kaartentafels liggen dan de zeekaarten, waarop de breedte- en lengtegraden, kustlijnen en de zee- en kustdiepten vermeld staan.
Eveneens staan de ondieptes en zandbanken erop vermeld met dieptegetallen zoals onder andere op de Beneden-Schelde, met zelfs de boeien en lichtbakens erop vermeld.
De vuilgeel-kleurige kaarten liggen opgeborgen en opgerold in vakkastjes of openliggend in brede tafelladen, in het stuurhuis of de kaartenkamer. De eventuele opgerolde kaarten worden dan opengehouden onder een plastiekfolie en een opklaplat, onderaan de tafel, die de breedte heeft van de kaartentafel, zodat de kaart bij het stampen van het schip, of bij ruw weer, niet van de kaartentafel zou glijden en geklemd blijft liggen.
Op de plastiekfolie kan er ook met een schrijfstift, de vaarroute en koers uitgetekend worden.